# Oukuriella hero
Oukuriella hero är en tvåvingeart som först beskrevs av Reiff 2000.  Oukuriella hero ingår i släktet Oukuriella och familjen fjädermyggor. Inga underarter finns listade i Catalogue of Life.